# خرده‌دهقانان
خرده‌دهقانان (لهستانی: Chłopi) یک فیلم درام تاریخی لهستانی به کارگردانی یان ریبکوفسکی است که در سال ۱۹۷۳ منتشر شد.

## گزیدهٔ بازیگران
- ووادیسواف هاینچا
- امیلیا کراکوفسکا
- یرژی روگالسکی
- اینیاسی گوگولفسکی
- ماگدالنا وُوِیکو
- برونیسواف پاولیک
- کاژیمیش ویخنیاش
- ویرگیلیوش گرین
- ایرنا کارل
- آئوگوست کوالچیک
- یان پاوئو کروک
- کاژیمیش تالارچیک
- هالینا باینو-وُزا
- کریستینا کوئوجِـیچیک
- باربارا لودویژانکا